# گودچنبر

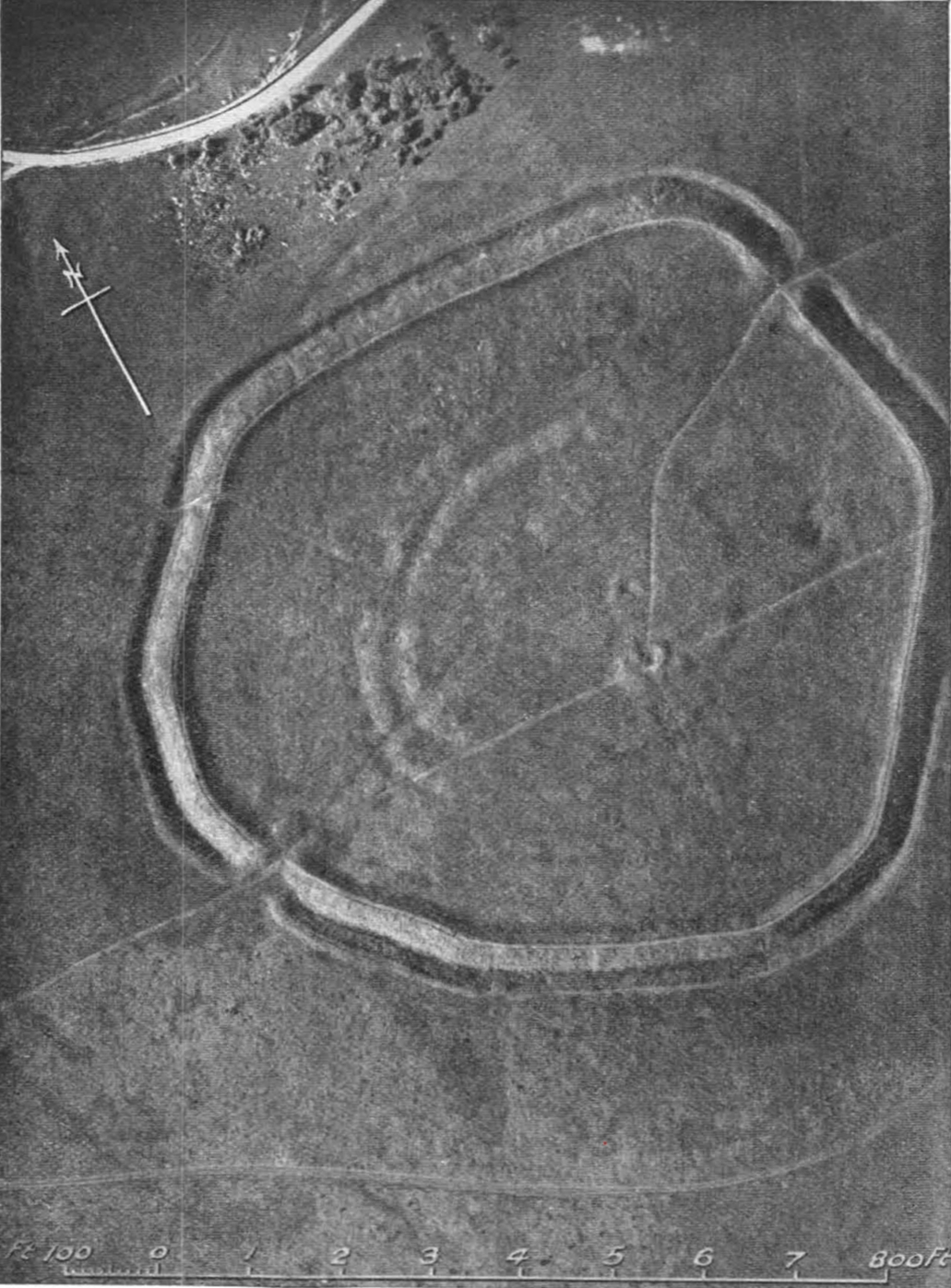
عکس هوایی از یک گودچنبر در فرانسه

گودچنبر (انگلیسی: Causewayed enclosure) مجموعه ای از گودال‌های دایره ای شکل تقریباً متحدالمرکز بودند که در اروپای اوایل دوران نوسنگی ساخته می‌شدند. ویژگی آنها محصور شدن کامل یا جزئی یک منطقه با خندق‌هایی است که توسط شکاف‌ها یا راهروها قطع می‌شدند. هدف ساخت گودچنبرها مشخص نیست؛ آنها ممکن است سکونت‌گاه‌ها، مکان‌های ملاقات یا مکان‌های آیینی بوده باشند. بیش از ۱۰۰ نمونه گودچنبر در فرانسه و ۷۰ نمونه در انگلستان ثبت شده‌است، گودچنبرهای زیادی در اسکاندیناوی، بلژیک، آلمان، ایتالیا، ایرلند و اسلواکی شناخته شده بودند.